# علم الأمراض (فلم)
علم الأمراض (بالإنجليزية: Pathology) هو فيلم جريمة ورعب تم إنتاجه في الولايات المتحدة وصدر سنة 2008 بطولة ميلو فينتميليا ومايكل ويستون

## القصة
تبتكر مجموعة من طلاب الطب لعبة مميتة: لمعرفة أي واحد منهم يمكنه ارتكاب جريمة القتل المثالية.

## الميزانية والإيرادات
حقق الفيلم أرباح تقدر بـ 3 ملايين دولار.

## وصلات خارجية
علم الأمراض على موقع IMDb (الإنجليزية)
- علم الأمراض على موقع ميتاكريتيك (الإنجليزية)
- علم الأمراض على موقع روتن توميتوز (الإنجليزية)
- علم الأمراض على موقع نتفليكس (الإنجليزية)
- علم الأمراض على موقع ألو سيني (الفرنسية)
- علم الأمراض على موقع Turner Classic Movies (الإنجليزية)
- علم الأمراض على موقع أول موفي (الإنجليزية)
- علم الأمراض على موقع بوكس أوفيس موجو (الإنجليزية)
- علم الأمراض على موقع قاعدة بيانات الفيلم (الإنجليزية)
- علم الأمراض على موقع ليتربوكسد (الإنجليزية)